# Salut universel
Le salut universel, ou réconciliation universelle, est une doctrine de la théologie chrétienne, dans le domaine de la sotériologie, qui affirme que tous les pécheurs ont accès au salut grâce à l'amour et à la miséricorde de Dieu. Cette doctrine, qui n'a bénéficié que d'une faible audience dans le christianisme jusqu'au XIXe siècle, a été exposée, voire proposée, par des théologiens tels que Karl Barth, Emil Brunner, Hans Urs von Balthasar ou Richard Bauckham.